# Upeneus vanuatu
Upeneus vanuatu è un pesce del genere Upeneus, scoperto nel 2013.

## Descrizione
Presenta un dorso rosso-rosato, un ventre biancastro e una testa debolmente rosacea. Può raggiungere i 10 cm di lunghezza.

## Distribuzione e habitat
Vive in un areale molto limitato prospiciente all'arcipelago delle Vanuatu, a profondità attorno ai 200 metri.